# Marie Paul
Marie Paul (* 1978 in Hamburg) ist eine deutsche Ökonomin.

## Leben
Nach dem Abitur an der Wilhelm-Raabe-Schule (Lüneburg) 1997 studierte sie Volkswirtschaftslehre (Diplom 2003) und französische Philologie (Zwischenprüfung 1999) an der Georg-August-Universität Göttingen (Auslandssemester an der Université de Poitiers). Nach der Promotion in Mannheim 2009 bei Bernd Fitzenberger und einer Postdocphase an der Albert-Ludwigs Universität Freiburg war sie von 2011 bis 2018 Juniorprofessorin für Quantitative Methoden in den Wirtschaftswissenschaften an der Fakultät für Betriebswirtschaftslehre der Universität Duisburg-Essen. Seit 2018 ist sie Professorin für Quantitative Methoden in den Wirtschaftswissenschaften in Duisburg.

## Schriften (Auswahl)
- mit Katharina Michaelowa: Labour market outcomes of education. Evidence for selected non-OECD countries. Hamburg 2003
- mit Bernd Fitzenberger, Olga Orlyanskaya und Aderonke Osikominu: Déjà vu? Short-term training in Germany 1980–1992 and 2000–2003. Nürnberg 2008.
- Evaluation of training for the unemployed. New evidence on effect heterogeneity, dropouts, and program duration. 2009.
- mit Annabelle Doerr, Bernd Fitzenberger, Thomas Kruppe und Anthony Strittmatter: Employment and earnings effects of awarding training vouchers in Germany. Mannheim 2014.
- mit M. Biewen, B. Fitzenberger, A. Osikominu: The Effectiveness of Public Sponsored Training Revisited: The Importance of Data and Methodological Choices Journal of Labor Economics, 2014
- mit F. Dehos: The Effects of After-School Programs on Maternal Employment Journal of Human Resources, 2023
- mit B. Fitzenberger, A. Osikominu: The Effects of Training Incidence and Planned Training Duration on Labor Market Transitions Journal of Econometrics, 2023